# Entrevue de Plombières

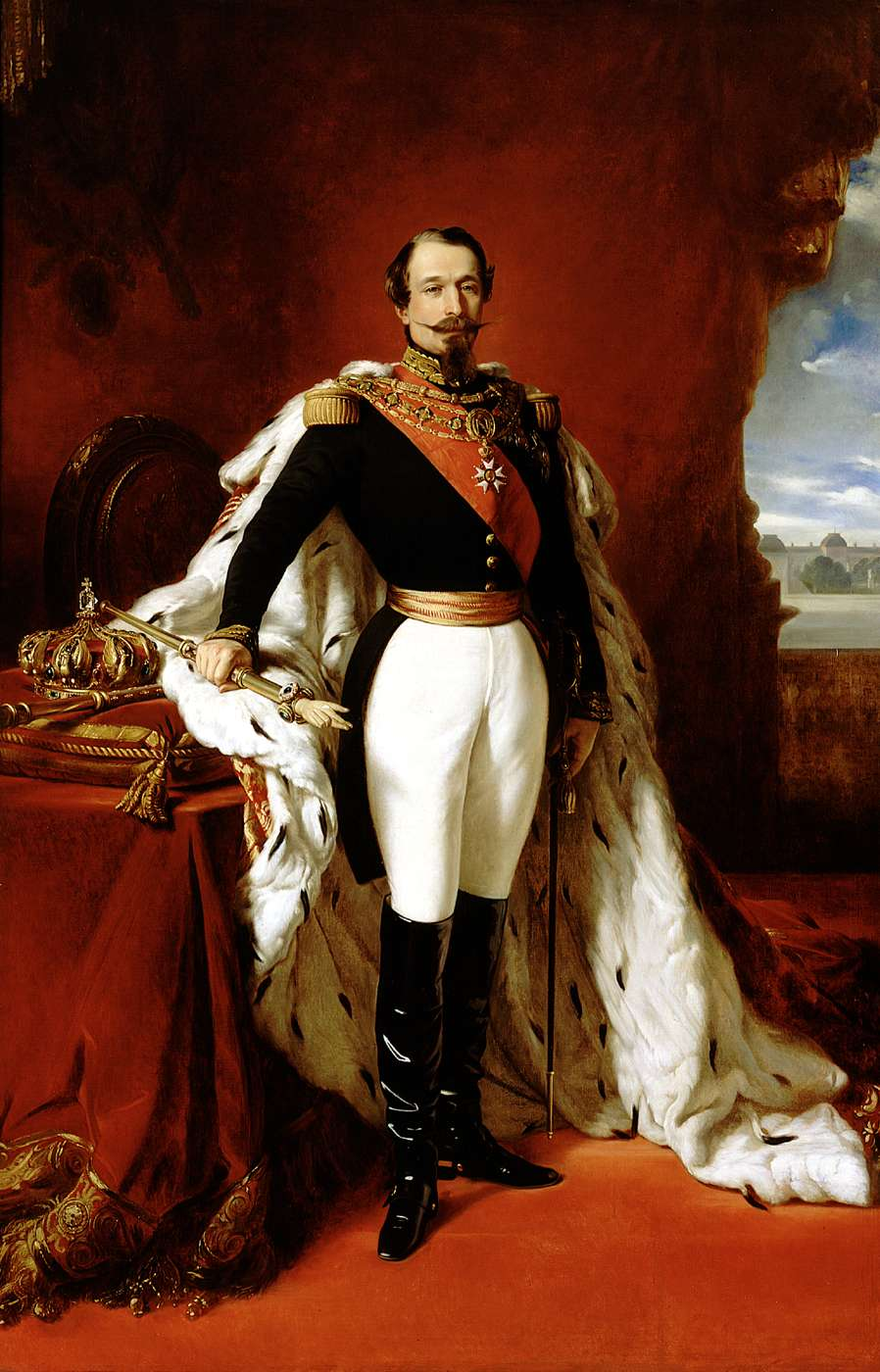
Napoléon III, représenté par Franz Xaver Winterhalter, 1855.

L'entrevue de Plombières est une entrevue diplomatique entre Napoléon III et Camillo Cavour, président du conseil du royaume de Sardaigne, le 21 juillet 1858, dans la cité thermale de Plombières-les-Bains (Vosges).

## Histoire

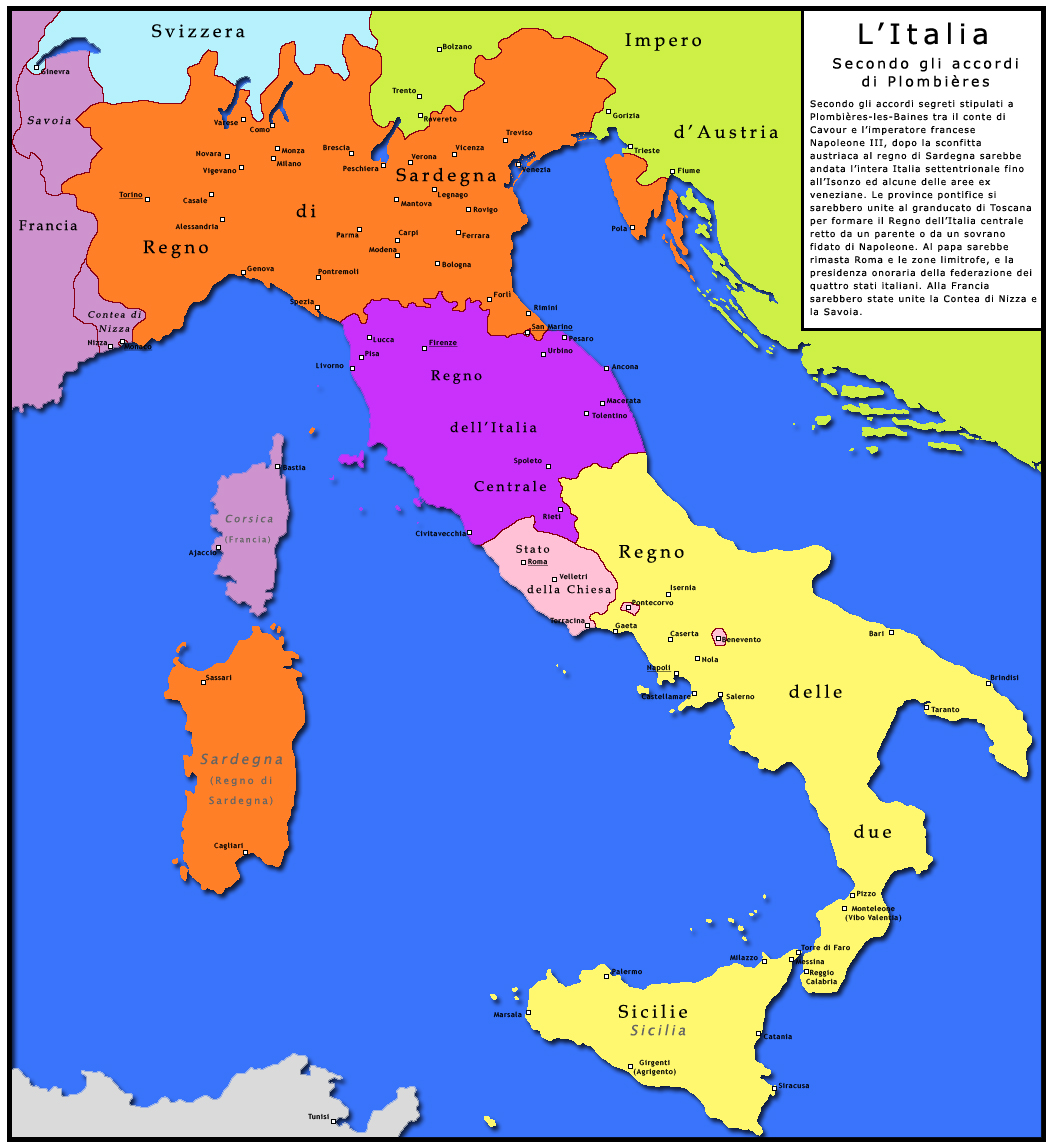
Carte de l'accord

Six mois après l'attentat raté de Felice Orsini, Napoléon III se rallie à la cause italienne. La rencontre a pour objet de « causer de l'état de l'Italie ». Un accord secret est conclu entre Napoléon III et Cavour ; les deux hommes prirent la décision de signer un traité par lequel la France accorderait au royaume de Sardaigne son assistance militaire en cas de conflit l'opposant à l'empire d'Autriche. En contrepartie, la France obtiendrait le comté de Nice et le duché de Savoie. La Lombardie, la Vénétie et les Romagnes, sous l'égide de la maison de Savoie. Le reste de l'Italie serait formé des États pontificaux, d'un royaume central et du royaume des Deux-Siciles. La confédération italienne naissante serait alors présidée par le pape Pie IX, avec le soutien de la France.
Ce traité secret d'alliance est ratifié à Turin le 26 janvier 1859. En avril de la même année, la guerre est déclenchée après un ultimatum lancé par l'empire d'Autriche.
La teneur de cette entrevue à huis clos ne nous est connue que par l'intermédiaire des archives de Cavour.

## Célébration

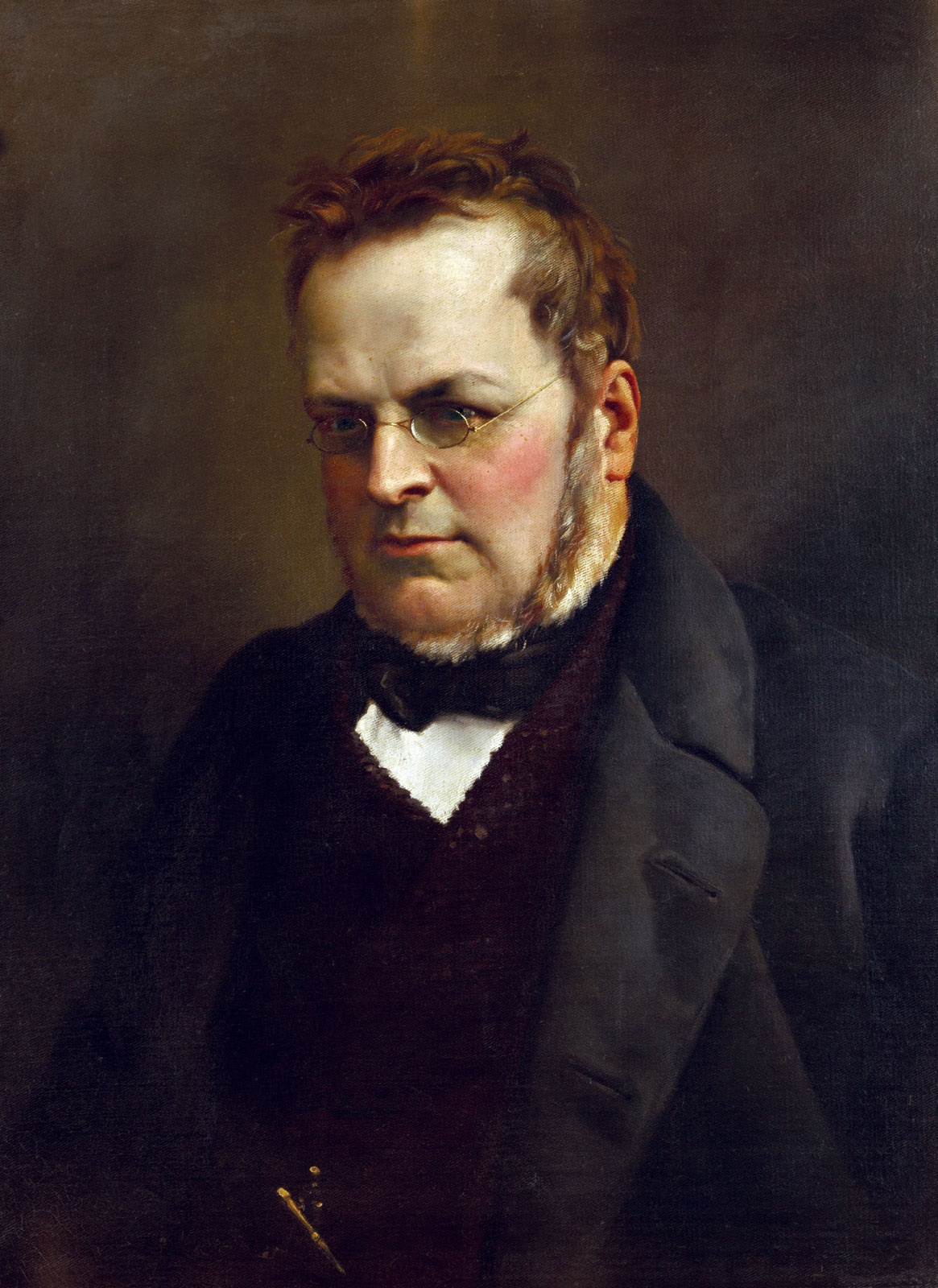
Camillo Benso Cavour, représenté par Antonio Ciseri

La ville de Plombières-les-Bains a célébré le 150e anniversaire de l'« entrevue de Plombières » entre Napoléon III et le comte de Cavour, dans le cadre de son « Année de l'Italie », le 19 juillet 2008.